# St John Brodrick, 1. Earl of Midleton

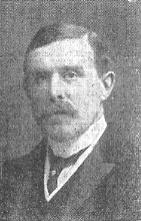
William St John Brodrick, 1. Earl of Midleton

William St John Freemantle Brodrick, 1. Earl of Midleton KP PC JP DL (* 14. Dezember 1856; † 13. Februar 1942) war ein britischer Politiker der Conservative Party, der 26 Jahre lang Abgeordneter des House of Commons sowie Minister für Indien und Kriegsminister war. 1907 erbte er von seinem Vater den Titel als 9. Viscount Midleton und gehörte damit bis zu seinem Tod dem House of Lords als Mitglied an. 1920 wurde ihm der erbliche Titel (Hereditary Peerage) als 1. Earl of Midleton verliehen.

## Leben

### Unterhausabgeordneter und Unterstaatssekretär
Er war der älteste Sohn von William Brodrick, 8. Viscount Midleton, der zwischen 1868 und 1870 Abgeordneter des House of Commons für den Wahlkreis Surrey war, 1870 von seinem Vater den Titel als 8. Viscount Midleton sowie die damit verbundene Mitgliedschaft im House of Lords erbte sowie zuletzt von 1896 bis 1905 Lord Lieutenant von Surrey war.
Er selbst absolvierte nach dem Besuch des Eton College ein Studium am Balliol College der University of Oxford. Am 31. März 1880 wurde er für die konservativen Tories erstmals zum Abgeordneten in das House of Commons gewählt und vertrat dort zunächst den Wahlkreis West Surrey sowie im Anschluss von 24. November 1885 bis zum 12. Januar 1906 den Wahlkreis Guildford. Zeitweilig fungierte er als Verwalter (Governor) der traditionsreichen elitären Charterhouse School.
Nach der Bildung einer Regierung der Conservative Party durch Premierminister Robert Gascoyne-Cecil, 3. Marquess of Salisbury am 3. August 1886 übernahm er sein erstes Regierungsamt, und fungierte bis zum Ende von Salisburys Amtszeit am 15. August 1892 als Finanzsekretär des Kriegsministeriums (Finance Secretary to the War Office).
Nachdem der Marquess of Salisbury am 25. Juni 1895 wieder Premierminister wurde, übernahm Brodrick zuerst das Amt als Unterstaatssekretär im Kriegsministerium (War Office) sowie anschließend zwischen 1898 und 1900 als Unterstaatssekretär im Außenministerium (Foreign Office). 1897 wurde er zum Privy Counsellor ernannt.

### Minister und Oberhausmitglied

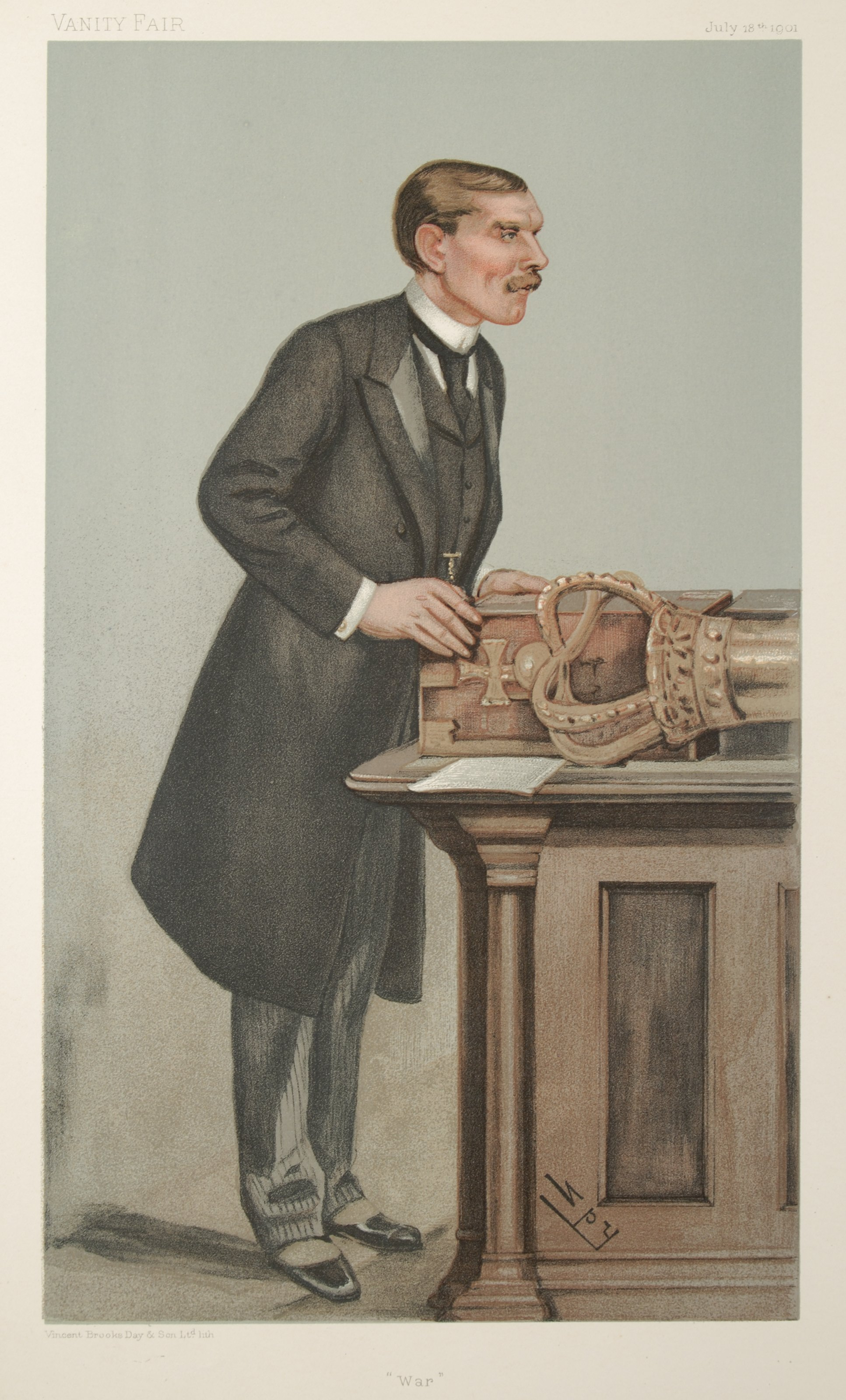
William St John Brodrick (Karikatur im Magazin Vanity Fair, 18. Juli 1901)

Am 12. November 1900 wurde Brodrick als Nachfolger von Henry Petty-FitzMaurice, 5. Marquess of Lansdowne im Kabinett von Premierminister Salisbury schließlich erstmals Kabinettsmitglied, und fungierte bis zu seiner Ablösung durch Hugh Oakeley Arnold-Forster am 6. Oktober 1903 auch unter Salisburys Nachfolger Arthur Balfour als Kriegsminister (Secretary of State for War). Im Rahmen einer Kabinettsumbildung durch Premierminister Balfour übernahm er dann am 9. Oktober 1903 von George Francis Hamilton das Amt des Ministers für Indien (Secretary of State for India) und behielt dieses bis zum Ende von Balfours Amtszeit am 5. Dezember 1905.
Nach dem Tod seines Vaters William Brodrick, 8. Viscount Midleton, am 18. April 1907 erbte er von diesem den Titel als 9. Viscount Midleton of Midleton in the County of Cork sowie die damit verbundene Mitgliedschaft im House of Lords. Ferner erbte er die nachgeordneten Adelstitel als 9. Baron Brodrick of Midleton, in the County of Cork und als 6. Baron Brodrick of Peper Harow, in the County of Surrey. In der Folgezeit war er von 1907 bis 1913 Beigeordneter (Alderman) des London County Council.
Viscount Midleton, der zeitweilig auch die Funktionen als Friedensrichter (Justice of the Peace) und Deputy Lieutenant von Surrey innehatte, wurde 1916 Knight Companion des Order of Saint Patrick.
Durch ein Letters Patent vom 2. Februar 1920 wurde er zum 1. Earl of Midleton erhoben und erhielt den nachgeordneten Titel als 1. Viscount Dunsford of Dunsford, in the County of Surrey. Zuletzt bekleidete er von 1930 bis zu seinem Tod 1942 das Amt des High Steward von Kingston upon Thames.

### Familie und Nachkommen
Brodrick war zwei Mal verheiratet. In erster Ehe heiratete er am 4. Dezember 1880 Hilda Charteris, eine Tochter von Francis Richard Charteris, 10. Earl of Wemyss. Ais dieser Ehe gingen vier Töchter und ein Sohn hervor, George St John Brodrick, der nach dem Tode seines Vaters 1942 den Titel als 2. Earl of Midleton sowie die damit verbundene Mitgliedschaft im Oberhaus und die nachgeordneten Adelstitel erbte. 
Die älteste Tochter Muriel Brodrick war mit Dudley Churchill Marjoribanks, 3. Baron Tweedmouth of Edlington verheiratet. Die zweitälteste Tochter Sybil Brodrick, die 1911 und 1912 Hofdame (Maid of Honor) von Queen Mary war, war die Ehefrau von Ronald William Graham, der zwischen 1921 und 1933 Botschafter in Italien war. Die zweitjüngste Tochter aus dieser Ehe, Aileen Hilda Brodrick, heiratete den Offizier und Bergsteiger Charles Francis Meade, der unter anderem das Buch Approach to the Hills and High Mountains über seine Erfahrungen beim Bergsteigen verfasste. Die jüngste Tochter aus dieser Ehe, Moyra Brodrick, war die Ehefrau von Generalleutnant Henry Loyd, der während des Zweiten Weltkrieges von 1939 bis 1942 General Officer Commanding (GOC) der 2. Infanteriedivision, dann Oberkommandierender des Southern Command sowie zuletzt zwischen 1944 und 1947 Kommandeur der Brigade of Guards und General Officer Commanding des Bezirks London.
Nach dem Tod seiner ersten Frau am 1. August 1901 heiratete Brodrick am 5. Januar 1903 in zweiter Ehe Madeline Cecilia Carlyle Stanley, deren Vater als Oberst bei den Grenadier Guards diente. Aus dieser Ehe gingen die beiden Söhne Francis Alan Brodrick und Michael Victor Brodrick hervor, die beide als Major im September 1943 innerhalb von zwei Tagen in der Schlacht von Salerno fielen.